# Arnold Freiherr von Biegeleben
Arnold Freiherr von Biegeleben (16 de abril de 1883-11 de octubre de 1940) fue un general alemán durante la II Guerra Mundial que comandó la 6.ª División de Infantería de la Wehrmacht. Fue condecorado con la Cruz de Caballero de la Cruz de Hierro. 
Biegeleben murió de un ataque al corazón el 11 de octubre de 1940.

## Condecoraciones
- Cruz de Hierro (1914) 2ª Clase (14 de septiembre de 1914) & 1ª Clase (3 de marzo de 1916)[1]
- Cruz de Caballero de la Orden de Hohenzollern con Espadas (24 de noviembre de 1917)[1]
- Cruz de Gran Oficial de la Orden de San Alejandro (15 de septiembre de 1936)[1]
- Premio al Largo Servicio de la Wehrmacht, 1ª y 4ª Clases (2 de octubre de 1936)[1]
- Broche de la Cruz de Hierro (1939) 2ª Clase (6 de octubre de 1939) & 1ª Clase (30 de octubre de 1939)[1]
- Cruz de Caballero de la Cruz de Hierro el 5 de agosto de 1940 como Generalleutnant y comandante de la 6.ª División de Infantería[2]